# Chery Omoda 5
Chery Omoda 5 – samochód osobowy typu crossover klasy kompaktowej produkowany pod chińską marką Chery od 2022 roku.

## Historia i opis modelu

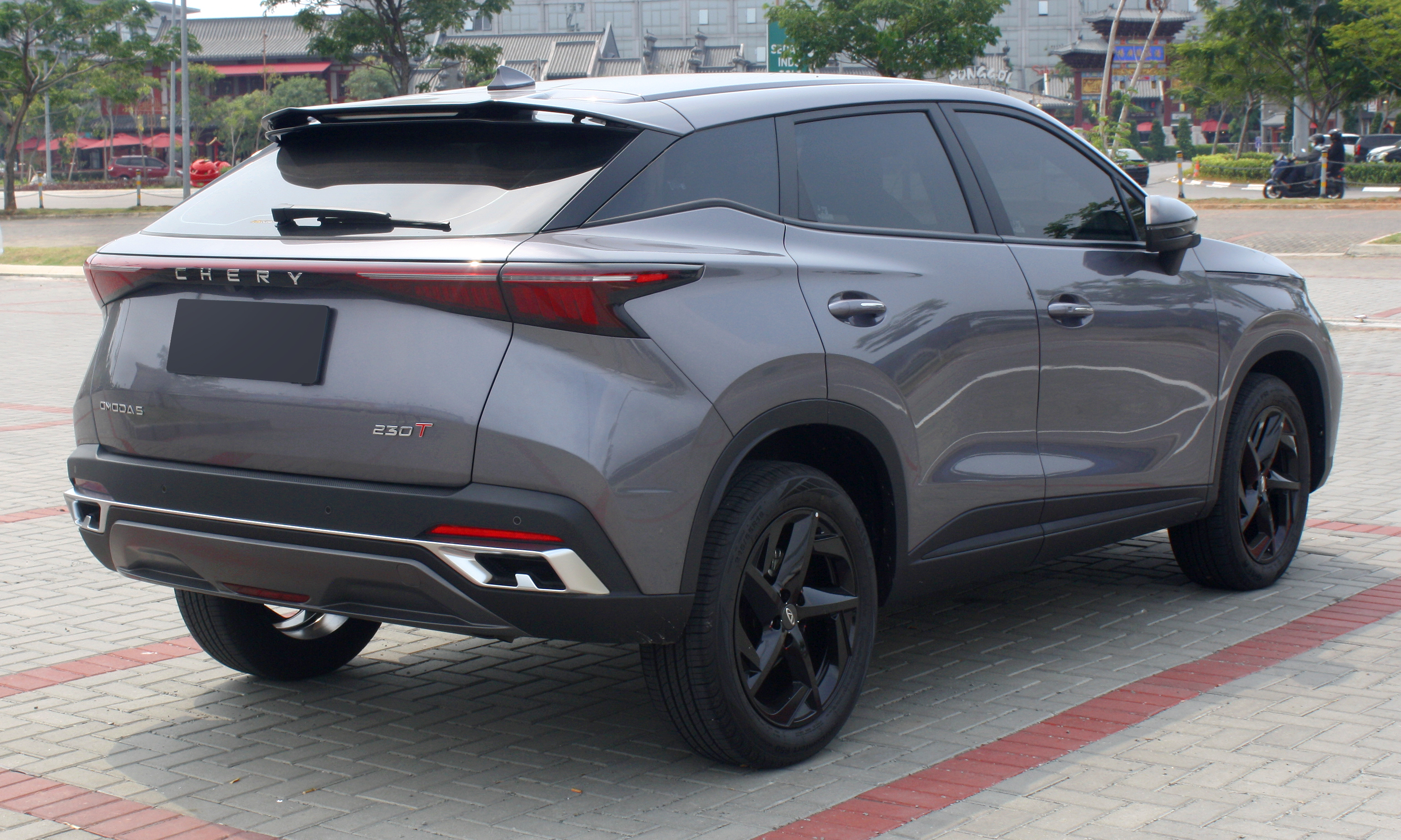
Chery Omoda 5 - tył

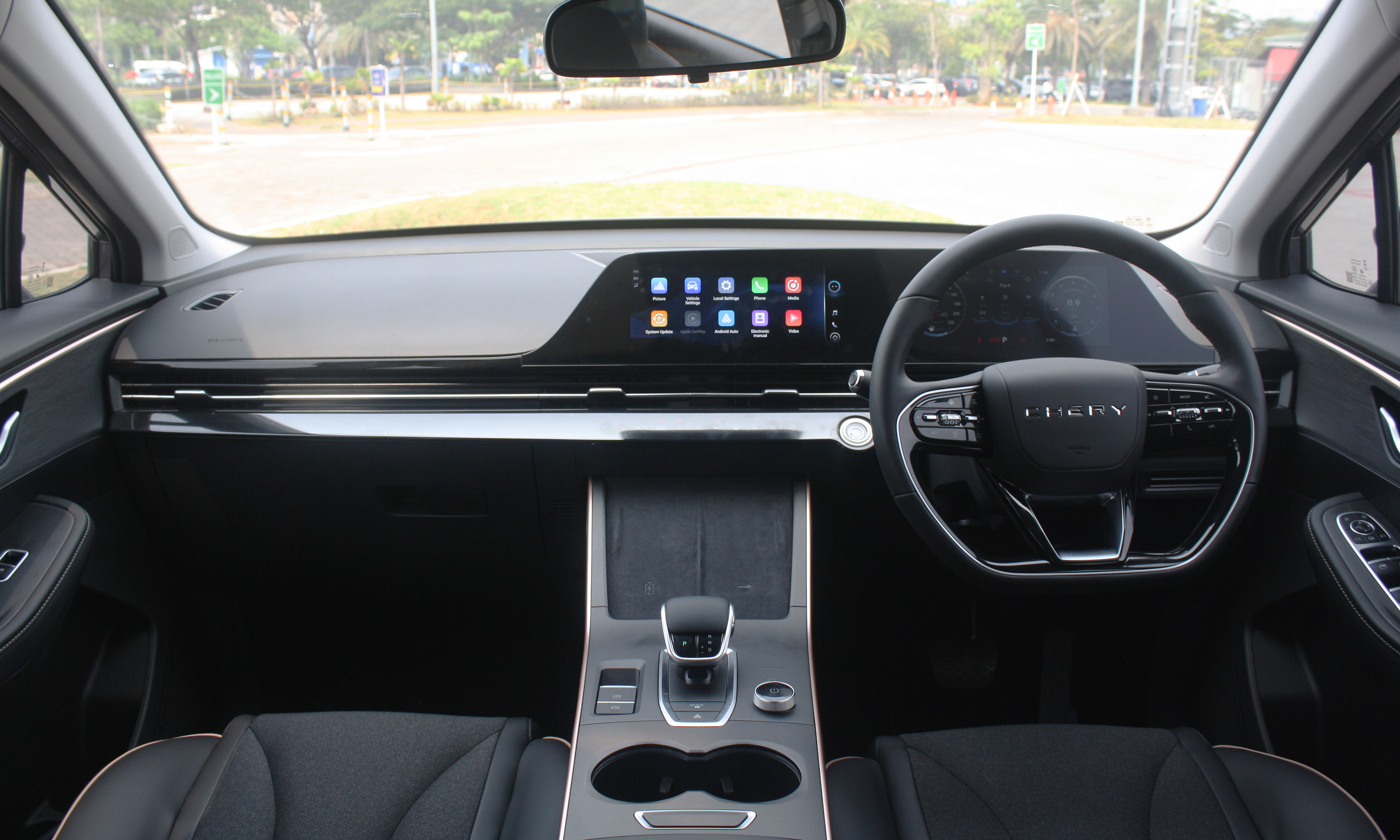
Chery Omoda 5 - kokpit

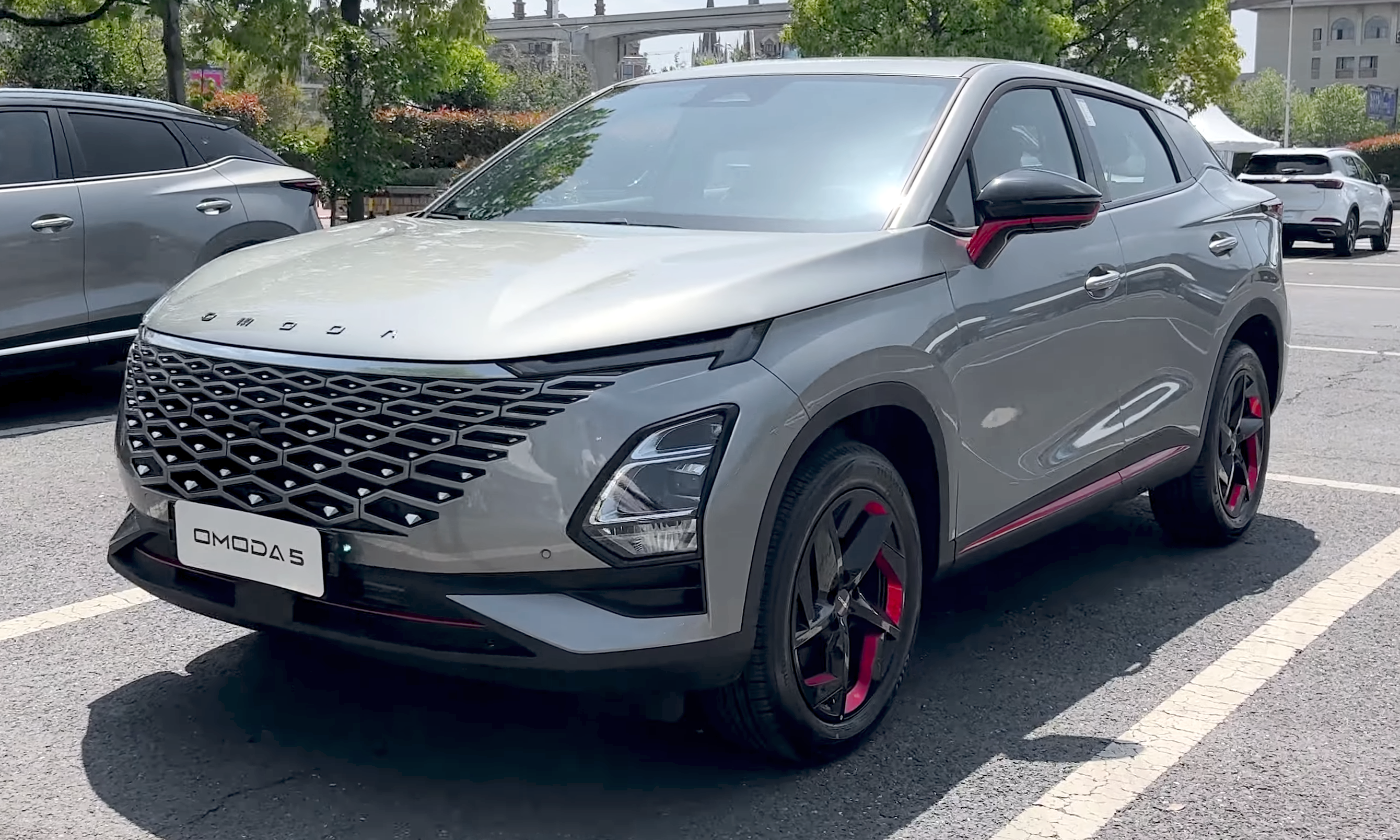
globalna Omoda C5

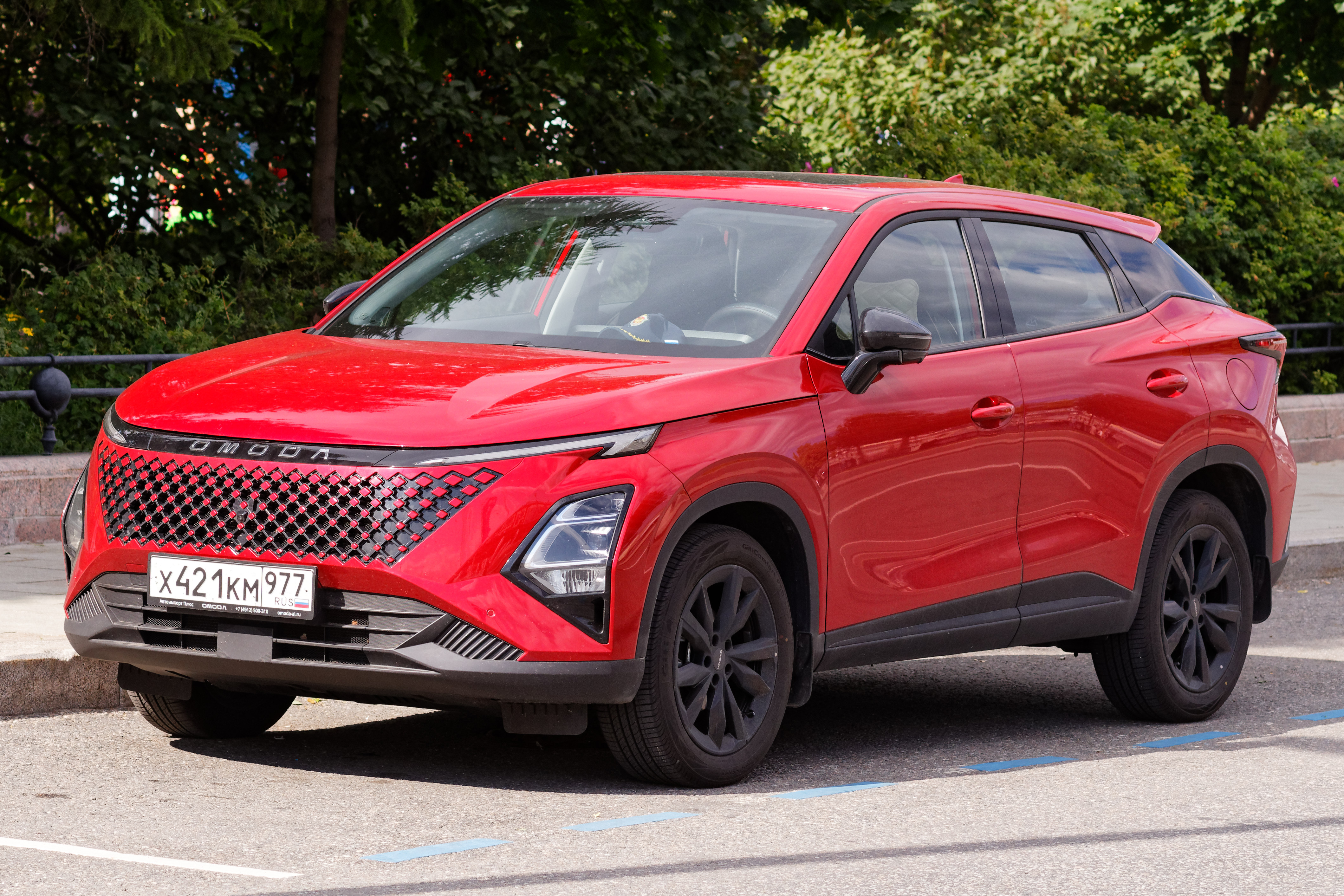
rosyjska Omoda C5 po liftingu

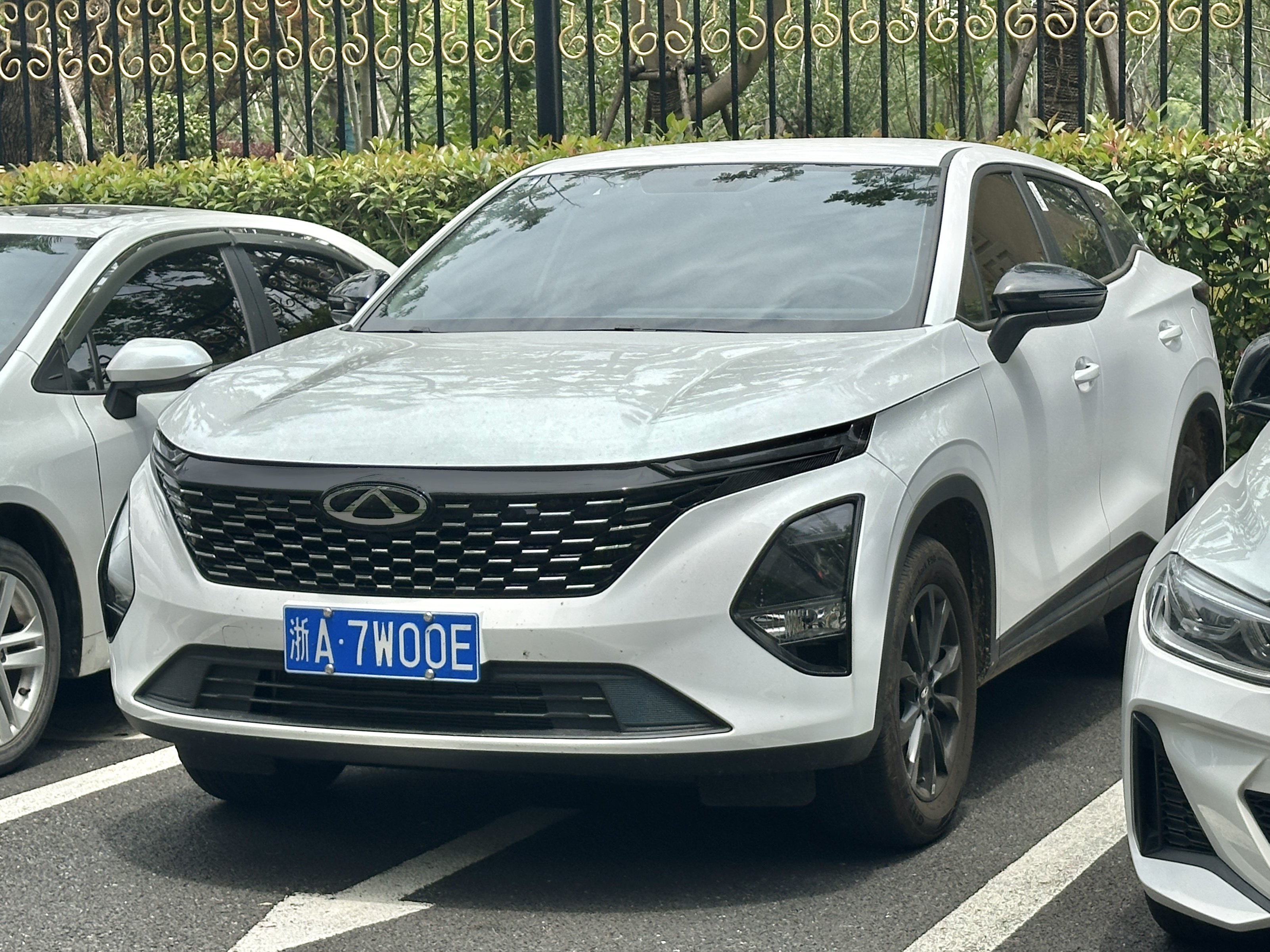
chińskie Chery Tiggo 5x High Energy

W listopadzie 2021 roku podczas międzynarodowych targów Guangzhou Auto Show chiński koncern Chery Automobile przedstawił nową linię modelową zainaugurowaną przez kompaktowego crossovera Omoda 5, którego tuż przed debiutem zapowiedział zamaskowany prototyp pod roboczą wówczas nazwą Chery X-C. Omoda wzbogaciła ofertę Chery jako alternatywa dla bardziej konserwatywnych linii modelowych Tiggo oraz Arrizo.
Samochód powstał w ramach nowej koncepcji stylistycznej firmy o przydomku "Art in Motion", zyskując smukłe proporcje obfitujące w łagodnie opadającą linię dachu, dwurzędowe reflektory zdominowane przez wąskie klosze oświetlenia LED oraz strzeliste lampy tylne. Przód zdominowała rozbudowana bezramienna osłona chłodnicy o strukturze zmultiplikowanych rombów, a tylną szybę umieszczono pod ostrym kątem. Opcjonalne dwubarwne nadwozie wzbogaciła czarna nakładka na nieprzeszklony słupek C optycznie oddzielająca dach od pozostałej części nadwozia.

### Wnętrze
Projekt kabiny stylistycznej w pierwotnej postaci, obecnej podczas debiutu modelu w Chinach na przełomie 2021 i 2022 roku, oparty został na wysoko poprowadzonym tunelu środkowym wzbogaconym o podłokietnik, uchwyty na kubki, schowek oraz przestrzeń do indukcyjnego ładowania telefonu. Masywną, wysoko zabudowaną deskę rozdzielczą wzbogaciły ząsiadujące, umieszczone pod jedną taflą dwa wyświetlacze o przekątnej 12,3 cala - pełniące kolejno funkcję cyfrowych zegarów i centralnego, dotykowego ekranu do sterowania systemem multimedialnym. Dodatkowo, przy lewej krawędzi ekranu wyświetlającego zegary umieszczono sterowane dotykiem przyciski funkcyjne m.in. do systemów bezpieczeństwa.
Wobec moodelu na rynki eksportowe przedstawionego jesienią 2022 roku, Chery zdecydowało się zastosować zupełnie inny projekt deski rozdzielczej i wystroju kabiny pasażerskiej. Przemodelowano boczki drzwi i zastosowano mniej zabudowany tunel środkowy z charakterystycznym, podwójnym polem do ładowania indukcyjnego telefonu położonego pod kątem. Ponadto, inaczej zaprojektowano kopit, wyżej umieszczone nawiewy i mniejszy zespół dwóch ekranów - zamiast 12,3 zastosowano 10,25 calowe wyświetlacze, dając im bardziej pochylone krawędzie i pozbawiając dotykowego panelu dla kierowcy obok zegarów. W drugiej połowie 2024 roku na rynku europejskim zdecydowano się powrócić do pierwotnego projektu kokpitu znanego z rynku chińskiego w ramach modyfikacji Omody pod kątem preferencji lokalnych nabywców.

### Napęd
Do napędu Chery Omoda 5 w pierwszej kolejności na potrzeby rodzimego rynku chińskiego wykorzystano turbodoładowany, czterocylindrowy silnik benzynowy o pojemności 1,6 litra, mocy 197 KM i 290 Nm maksymalnego momentu obrotowego. Jednostkę połączono wyłącznie z automatyczną, dwusprzęgłową przekładnią biegów o 7 przełożeniach. Wariant na rynki eksportowe, który zadebiutował najpierw w Rosji, zyskał słabszą, 147-konną jednostkę z maksymalnym momentem obrotowym 210 Nm połączoną z bezstopniową przekładnią CVT. Jeszcze inną specyfikacją scharakteryzowała się Omoda 5 na rynku europejskim, gdzie zamiast bezstopniowej przekładni zastosowano 7-biegową, dwusprzęgłową skrzynię biegów znaną z modelu na rynku chińskim.

### Tiggo 5x High Energy
W grudniu 2024 na rynku chińskim przedstawiona została alternatywna odmiana Omody 5 pod macierzystą marką Chery, stanowiąca równolegle oferowany wariant odróżniający się innym projektem stylistycznym i nazwą Chery Tiggo 5x High Energy. Samochód zyskał przeprojektowany zderzak z pomalowanym na czarno szęściokątnym wlotem powietrza, a także inną barwą materiałów wykończeniowych.

### Restylizacje
Wraz z debiutem Omody 5 na kolejnych rynkach europejskich latem 2024 roku, producent zdecydował się wprowadzić pierwsze modyfikacje w eksportowej specyfikacji crossovera. Przywrócono w tym regionie pierwotny projekt deski rozdzielczej z poziomym tunelem środkowym, wybierakiem jazdy przy kierownicy i większymi, 12,3 calowymi ekranami. Ponadto, samochód zyskał inne wzory alufelg oraz zmodyfikowaną jednostkę napędową rozwijającą o 5 KM więcej mocy.
Niezależnie od rynku europejskiego, we wrześniu 2024 na rynku rosyjskim zadebiutowała obszernie zmodernizowana wersja, gdzie zmiany skoncentrowały się głównie na pasie przednim. Napis "Omoda" przeniesiono na przestrzeń pomiędzy pasami LED do jazdy dziennej, które stały się większe i połączono je czarną listwą. Ponadto przemodelowano przedni i tylny zderzak, a także zastosowano inny projekt osłony chłodnicy.

### Sprzedaż
Produkcja Chery Omoda 5 rozpoczęła się w chińskich zakładach w Wuhu w lutym 2022 roku, początkowo na potrzeby rodzimego rynku. Tam sprzedaż oficjalnie rozpoczęła się niespełna pół roku później, w lipcu 2022, 92 900 juanów za najtańszą specyfikację oraz 126 900 juanów za topowy wariant. Samochód powstał z myślą o globalnych rynkach zbytu, po debiucie na rodzimym rynku stopniowo poszerzając zasięg dostępności. W październiku 2022 zadebiutował model w eksportowej specyfikacji pod odrębną marką Omoda jako Omoda C5, w pierwszej kolejności debiutując na rynku rosyjskim z ceną 2 429 000 rubli za odmianę podstawową i 2 699 900 za topową. Miesiąc później rozpoczął się eksport do Izraela, gdzie nadano nazwę Chery FX. Na początku 2023 roku samochód zadebiutował w Meksyku, początkowo pod lokalną wariacją macierzystej marki Chery jako Chirey Omoda 5, by 4 miesiące później zasilić ofertę odrębnej marki Omoda. Na przełomie pierwszego i drugiego 2023 roku samochód trafił do sprzedaży w Australii i Południowej Afryce, a jako Fownix FX w ramach działalności lokalnego przedsiębiorstwa MVM - także w Iranie. W drugiej połowie 2023 roku wraz z lokalną produkcją rozpoczęła się dystrybucja w Malezji pod macierzystą marką Chery.
Europejski debiut samochodu pod nazwą Omoda 5 miał miejsce w marcu 2024 roku, poczynając od Hiszpanii. W czerwcu samochód poszerzył zasięg rynkowy m.in. o Włochy, a w lipcu - o rynek polski. W sierpniu chiński crossover trafił do sprzedaży także w Wielkiej Brytanii.

### Silnik
- R4 1.5l Turbo
- R4 1.6l Turbo

### Omoda E5

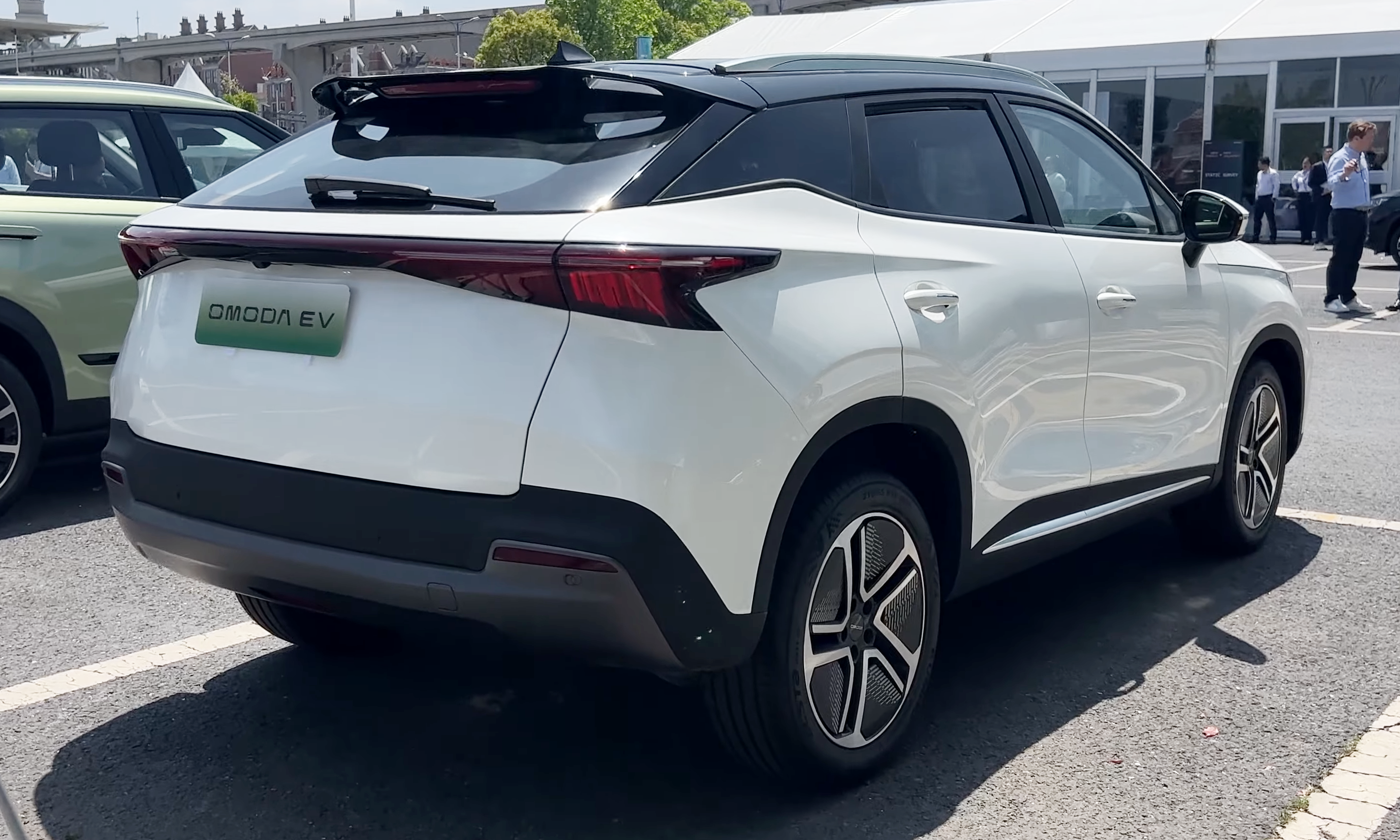
Chery Omoda E5 - tył

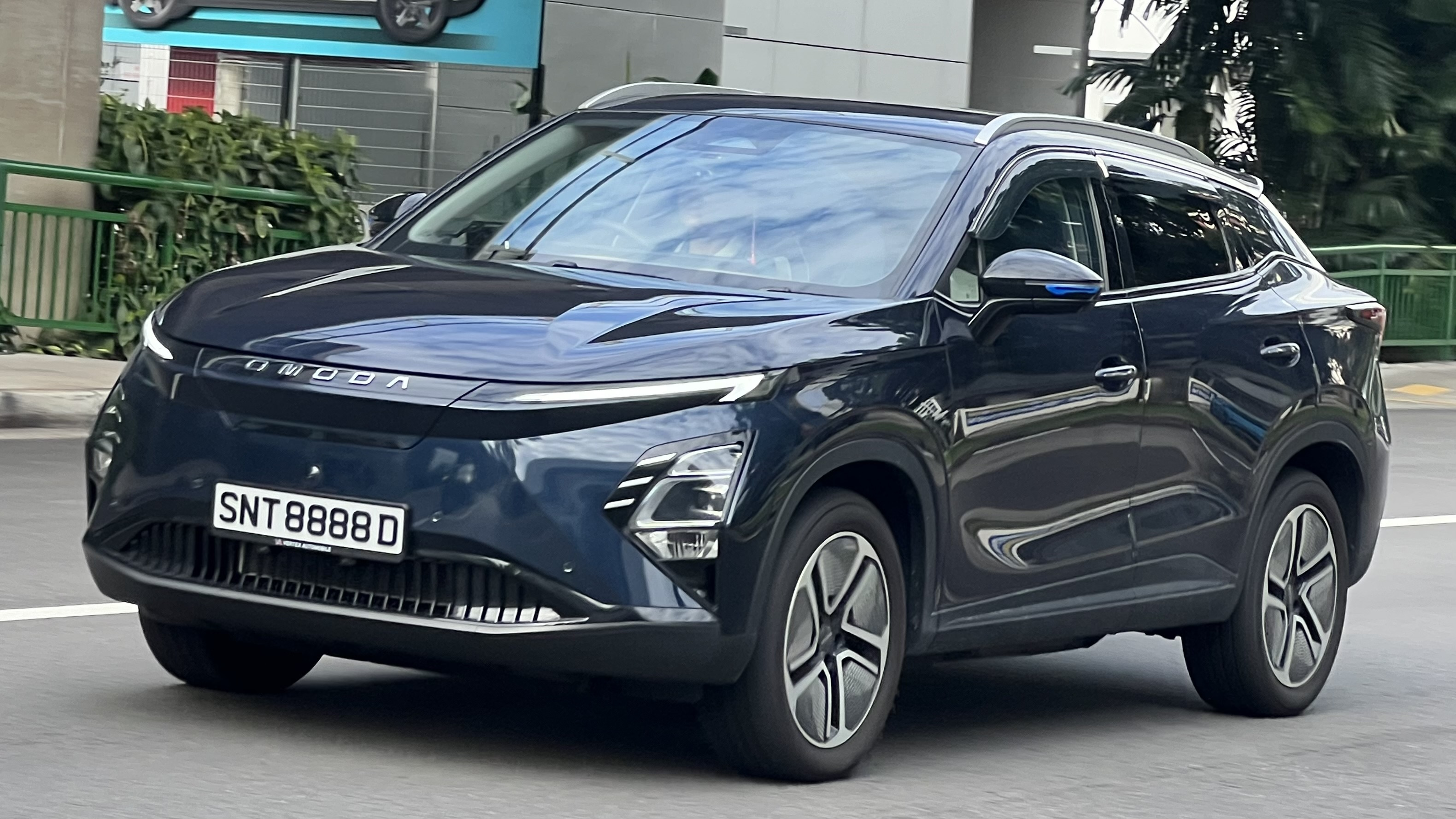
singapurskie Chery Omoda E5

Chery Omoda E5 zostało zaprezentowane po raz pierwszy w 2023 roku.
Ponad rok po debiucie Omody 5, Chery przedstawiło jej w pełni elektryczną odmianę. Pod kątem wizualnym samochód przeszedł obszerne modyfikacje wizualne, zyskując inne wzory alufelg z aerodynamicznymi kołpakami, przemodelowany tylny zderzak, a także inny pas przedni. Bardziej szpiczasto zarysowany zderzak został pozbawiony dużego wlotu powietrza na rzecz niewielkiego otworu w dolnej krawędzi, a charakterystyczny górny rząd oświetlenia LED zyskał większe, bardziej agresywnie zarysowane klosze. Samochód niezależnie od rynku zbytu został też pozbawiony logotypów Chery na rzecz oznaczeń "Omoda".
Obszerne modyfikacje przeszła także kabina pasażerska, gdzie producent zastosował pierwotny projekt kokpitu zastosowany początkowo tylko dla lokalnej, chińskiej odmiany Omody 5. Wprowadzono przemodelowane boczki, masywniejszy tunel środkowy poprowadzony w stronę kokpitu po kątem prostym, a także bardziej zabudowaną deskę rozdzielczą. Inaczej zaprojektowana została też obudowa sąsiadujących ze sobą wyświetlaczy cyfrowych zegarów oraz centralnego, dotykowego ekranu systemu multimedialnego - oba o przekątnej 12,25 cala.

### Sprzedaż
Elektryczny wariant Omody 5 został zbudowany z myślą o rynkach eksportowych, w przeciwieństwie do spalinowego wariantu nie uzupełniając oferty na rodzimym rynku chińskim. Pod macierzystą marką Chery jako Chery Omoda E5 samochód trafił do sprzedaży w marcu 2024 w Malezji, a w drugiej połowie roku - także w Australii. W tym samym okresie poszerzono też zasięg rynkowy pod eksportową marką Omoda, poczynając od Tajlandii jako Omoda C5 EV oraz rynku europejskiego pod nazwą Omoda E5.

### Dane techniczne
Do napędu elektrycznego wariantu Omody 5 wykorzystany został 201-konny silnik elektryczny rozwijający 340 Nm maksymalnego momentu obrotowego i osiągający 100 km/h w 7,8 sekundy. Bateria o pojemności 61 kWh umożliwiła przejechanie na jednym ładowaniu do 450 kilometrów w cyklu mieszanym, a szybka ładowarka DC umożliwiła na uzupełnienie od 30% do 80% stanu akumulatora w 35 minut.